# アブドゥ・アラッサン・ジ・ボ
アブドゥ・アラッサン・ジ・ボ（Abdou Alassane Dji Bo、1979年6月15日 - ）はニジェールの男子柔道家。
今までにアフリカ柔道選手権大会において銀メダルを1回、銅メダルを2回獲得している。2004年にアテネオリンピックに出場しているが、1回戦でスロバキアのヨゼフ・クルナッチに敗れ、敗者復活戦の1回戦でもスペインのオスカル・ペナスに敗れた。